# Ping (golf)
Ping (i marknadsföringssyfte skrivet PING) är en amerikansk tillverkare av golfutrustning, baserad i Phoenix, Arizona. Ping grundades av Karsten Solheim, efter en karriär som ingenjör på General Electric. År 1959 började han tillverka putters i sitt garage i Redwood City, Kalifornien. År 1967 sade han upp sig från sitt arbete på General Electric för att utveckla företaget Ping.

## Tourspelare
PGA-touren

- David Lingmerth
- Ángel Cabrera
- Mark Calcavecchia
- Daniel Chopra
- Chris DiMarco
- Jason Gore
- Luke Guthrie
- Bill Lunde
- Jeff Maggert
- Hunter Mahan
- Nick O'Hern
- Louis Oosthuizen
- Martin Piller
- Alex Prugh
- Ted Purdy
- Chris Riley
- Heath Slocum
- Joey Snyder III
- Chris Stroud
- Daniel Summerhays
- Kevin Sutherland
- Chris Tidland
- Michael Thompson
- Kirk Triplett
- Bubba Watson
- Lee Westwood
- Mark Wilson
- Joel Dahmen

Europatouren

- Antti Ahokas
- Gary Boyd
- Jonathan Caldwell
- Alejandro Cañizares
- Rhys Davies
- Peter Fowler
- Grégory Havret
- Miguel Ángel Jiménez
- Shiv Kapur
- Gary Lockerbie
- Gareth Maybin
- Louis Oosthuizen
- Anthony Snobeck
- Lee Westwood